# داگلاس دی‌سی-۴ئی
داگلاس دی‌سی-۴ئی (به انگلیسی: Douglas DC-4E) یک هواپیمای ساختِ کارخانهٔ شرکت هواپیماسازی داگلاس در کشور ایالات متحده آمریکا است. نخستین استفاده‌کنندهٔ این هواپیما یونایتد ایرلاینز بوده‌است. این هواپیما برای نخستین بار در ۷ ژوئن ۱۹۳۸ میلادی مورد استفاده قرار گرفت.